# 給埃莉娜
《給埃莉娜》（德語：Für Alina）是愛沙尼亞現代作曲家帕特所寫成的鋼琴獨奏作品，創作於1976年，同年於塔林作首演。本曲被視為帕特開展「鐘鳴作曲法」寫作手法的試金石。其標題讓人容易聯想到貝多芬的鋼琴曲《給愛麗絲》，但兩者其實並沒有甚麼關連，也不見得是帕特對貝多芬作品的一種致敬。
《給埃莉娜》是帕特題獻給他朋友的一名十八歲的女兒，這個家庭由於婚姻破裂，女兒隨父親移居到英國，作品亦間接地成為了這位女孩原生母親的一種慰藉。

## 簡介
全曲只有15小節，採用b小調調號，由於每一個小節所表示的節奏均不同，所以並沒有採用任何的拍子記號，亦採用一種相對較為自由的節奏，所有音符均沒有畫上符桿，只以實心或空心、以及音符間的空間來表達音符之間的時值或距離。在速度標記上，帕特的手稿版是以俄語標示（安靜地，昇華，聆聽），而在印刷樂譜版本上，則採用了德語的翻譯標示。

## 外部連結
- 帕特中心有關《給埃莉娜》的簡介。 （页面存档备份，存于）
- 現存放於愛沙尼亞劇院及音樂博物館、帕特《給埃莉娜》的1976年手稿，轉載自 Music in Movement。 （页面存档备份，存于）
- 環球出版《給埃莉娜》的版本簡介。 （页面存档备份，存于）